# Крэдок (пролив)
Крэ́док (англ. Cradock Channel) — один из трёх проливов, соединяющих залив Хаураки и Тихий океан (два других пролива — Колвилл и Джелико). Находится к северо-востоку от Окленда. Пролив Крэдок разделяет острова Грейт-Барриер и Литл-Барриер. Максимальная глубина в проливе — 120 м.
В проливе ведётся рыболовный промысел, а также промысел устриц.